# Еврейский базар
Евре́йский база́р (укр. Євре́йський база́р) — ныне утраченный рынок (базар) в городе Киев.
Это народное, общепринятое, название, официально — Галицкий рынок (от Галицкой площади, ныне Площадь Победы). Часто называется Евбаз. Историческая местность, некогда главное торговое место города.

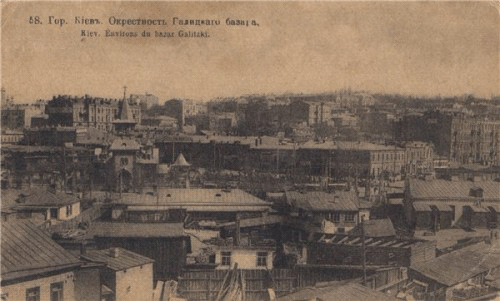
«Евбаз» в начале XX века.

## История
Евбаз — один из районов Киева, который традиционно связывают с историей еврейской общины города. Именно здесь ещё в феврале 1858 года Киевский генерал-губернатор И. И. Васильчиков разрешил евреям осуществлять публичную торговлю по вторникам, четвергам и воскресеньям, и как следствие образовался популярный городской рынок, который работал там, где сейчас расположен Киевский цирк. Базар был расположен на перекрёстке нескольких магистралей, недалеко от вокзала.
В народном сознании на Евбазе можно было купить что угодно — от пирожков с горохом и бутылки водки до Золотой звезды Героя Советского Союза и огнестрельного оружия.
Рынок был закрыт примерно в конце 1940-х годов. По воспоминаниям старожилов просуществовал до 1949 года, когда на замену Евбазу начали строить здание Сенного рынка и ещё одно здание в районе вокзала в начале улицы Урицкого.
А пока шло строительство, Евбазу временно отвели почти треть квартала на углу Брест-Литовского шоссе и Воздухофлотского проспекта. Место это было огорожено забором, были оборудованы столы для раскладки продуктов, над воротами появилась надпись «Новый базар», так в народе его и стали называть. Этот новый открытый продуктовый рынок просуществовал года полтора — два.
В 1952 году Галицкую площадь переименовали в площадь Победы и она стала началом Брест-Литовского проспекта, тогда же началось строительство нового здания для Киевского цирка, который до этого располагался на углу улиц Саксаганского и Красноармейской в виде цирка-шапито.